# 赤羽巌穴
赤羽 巌穴（あかはね がんけつ、1875年4月5日 - 1912年3月1日）は明治時代のジャーナリスト、思想家、社会主義者、無政府主義者。本名は赤羽一（あかはね はじめ）。巌穴は号。

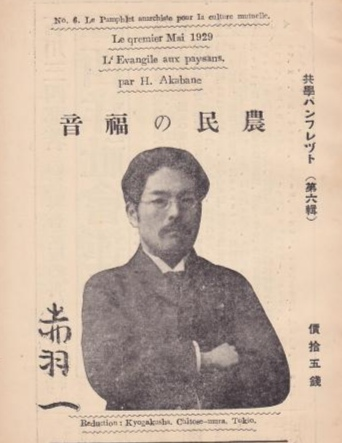
農民の福音パンフレットの表紙の赤羽一

## 生涯
長野県筑摩郡広丘村(現塩尻市)の郷原宿に生まれる。父の名は赤羽無事、母は京。家は下問屋と呼ばれている旧家で、代々郷原宿の問屋場を務めていた。弁護士で衆議院議員まで務めた森山儀文治は叔父に当たる。

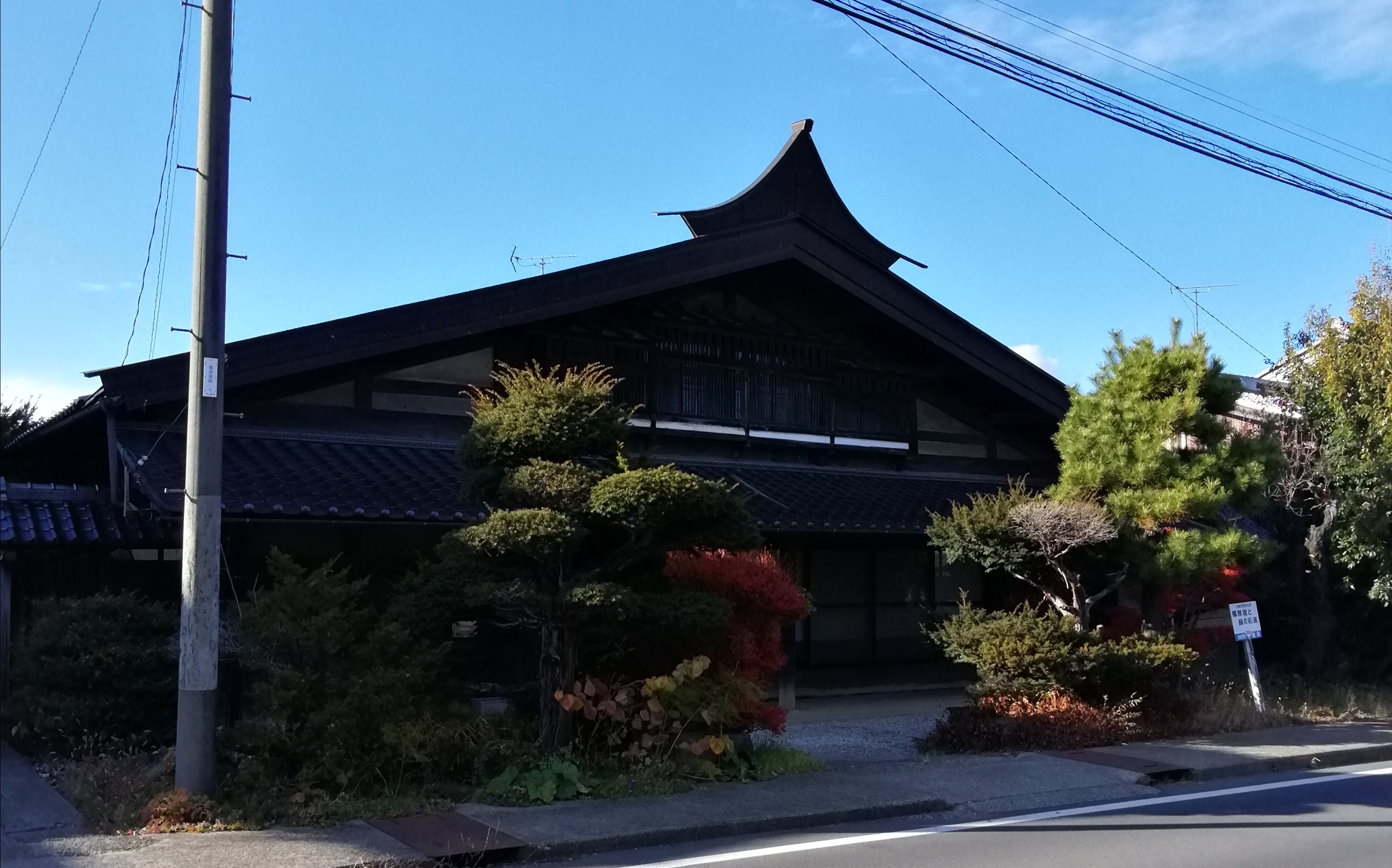
下問屋

郷原宿下問屋の長男に生まれ、16歳で祖父源蔵から家督を相続したが、1893 年（明治26年）家督を弟宜十に譲って、翌1894年（明治27年）上京した。1898年（明治31年）7月、東京法学院(現在の中央大学)を卒業して、神戸新聞社に就職し神戸新聞の記者となり神戸に移るも、1899年東京に戻り、島田三郎の『革新』、松村介石の『警世』の記者となる。田中正造の入獄を見て軍国主義化する日本に失望し、1902年『嗚呼祖国』を出版、同年10月、東京法学院の同級生岩佐作太郎を頼って渡米。サンフランシスコで新聞記者となり、日本人福音会で社会主義者と交流し、片山潜の知遇を得る。片山が結成したサンフランシスコ日本人社会主義者協会の幹事に就任するが、1905年母の危篤の報に接し帰国。帰国時の船内では聖書と共産党宣言とゾラの小説「真理」を読んでいた。
母の死を契機に日本社会党に入党し、『新紀元』、『光』などに寄稿し、『平民新聞』の編集を担当する。1908年西川光二郎らと「東京社会新聞」を発刊。同紙に『社会党入獄史』を執筆して起訴され、千葉監獄(現千葉刑務所）に入獄。1909年出獄し、1910年労働者の立場から農民大衆との連携の重要性を説いた『農民の福音』を秘密出版して、朝憲紊乱罪（出版法）で禁錮2年の実刑を受け、再び千葉監獄に入獄。1911年、腸カタルが悪化。1912年監獄内でハンガーストライキを行い自ら獄中死したと伝わるが、死因については諸説ある。享年37。墓所は郷福寺。

## 思想
思想的には親交のあった幸徳秋水の影響が最も大きい。同郷の木下尚江とも親しく交流していた。「農民の福音」において赤羽一は以下のとおり説き、これを理由として、出版法違反により明治43年11月5日禁固2年に処され千葉監獄に服役しこれが原因で命を落とすことになった。

## 主な著書
- 『嗚呼祖國』（鳴皐書院、1902年） ※1904年、一二三館より再刊
- 『農民の福音』（共学社、1910年） ※1983年、黒色戦線社より復刊
- 「乱雲驚濤」（1965年、中央公論社『明治文学全集　第八十四巻』に収録）